# Hapoël Ramat Gan
Maillots
Le Hapoël Ramat Gan Giv'atayim Football Club (en hébreu : מועדון כדורגל הפועל רמת גן גבעתיים), plus couramment abrégé en Hapoël Ramat Gan, est un club israélien de football fondé en 1927 et basé dans la ville de Ramat Gan.

## Palmarès
| \| - Championnat d'Israël (1) : - Champion : 1963-64. - Coupe d'Israël (2) : - Vainqueur : 2002-2003 et 2012-2013. - Coupe de la Ligue israélienne (1) : - Vainqueur : 2011-12. - Finaliste : 1999-00, 2005-06, 2006-07 et 2019-20. \| \| - Championnat d'Israël D2 (3) : - Champion : 1962-63, 1988-89 et 2011-12. - Championnat d'Israël D3 (3) : - Champion : 1993-94, 1999-00 et 2006-07. \| |  | |
| - Championnat d'Israël (1) : - Champion : 1963-64. - Coupe d'Israël (2) : - Vainqueur : 2002-2003 et 2012-2013. - Coupe de la Ligue israélienne (1) : - Vainqueur : 2011-12. - Finaliste : 1999-00, 2005-06, 2006-07 et 2019-20. |  | - Championnat d'Israël D2 (3) : - Champion : 1962-63, 1988-89 et 2011-12. - Championnat d'Israël D3 (3) : - Champion : 1993-94, 1999-00 et 2006-07. |

## Personnalités du club

### Présidents
| - Einav Hazenvald - Natan Datner | - Yaron Kuris |

### Entraîneurs
| - Moshe Poliakov (1935) - Haim Reich (1939) - Isidor Singer (1939 - 1945) - Haim Reich (1946) - Shlomo Poliakov (1947 - 1950) - Emmanuel Galili (1951) - Zvi Erlich (1951 - 1953) - Emmanuel Galili (1953) - Jack Schtakovnik (1953 - 1954) - Emmanuel Galili (1954 - 1955) - Monia Goshen (1955) - Haim Reich (1955 - 1956) - Moshe Varon (1956 - 1959) - Herzl Fritzner (1959 - 1961) - Moshe Varon (1961 - 1962) - David Schweitzer (1962 - 1965) - Moshe Litvak (1965 - 1966) - David Schweitzer (1966 - 1968) - Yechiel Mor (1968 - 1969) - Reuven Cohen (1969 - 1970) - Avraham Bendori (1970 - 1971) - David Farkash (1971 - 1972) - Amnon Raz (1972 - 1973) - Nissim Bachar (1973 - 1975) - Benny Conforti (1975) - Uri Weinberg (1975 - 1976) | - Shimon Ben Yehonatan (1976 - 1977) - Hanoch Mordechovich (1977 - 1978) - Shmuel Baruch (1978 - 1979) - Leon Konstantinovski (1979 - 1981) - Eliezer Spiegel (1981 - 1982) - Shimon Ben Yehonatan (1982 - 1983) - Nissim Bachar (1983 - 1984) - Yitzhak Vissoker (1984 - 1985) - Amir Kopler (1985 - 1986) - Shimon Ben Yehonatan (1986) - Ronny Levy (1986) - Michael Kadosh (1986 - 1987) - Moshe Meiri (1987 - 1988) - Leon Konstantinovski (1988 - 1989) - Dror Kashtan (1989 - 1990) - David Schweitzer (1990 - 1991) - Moshe Meiri (1991 - 1992) - Dror Bar Nur (1992 - 1993) - Aharon Kapitolnik (1993) - Avi Buchsenbaum (1993 - 1995) - Reuven Cohen (1995 - 1996) - Asher Messing (1996 - 1997) - David Karako (1997 - 1998) - Janos Pas / Ilan Harpaz (1998) - Eli Cohen (1998 - 2001) - Motti Ivanir (2001 - 2002) | - Eli Cohen (2002 - 2004) - Yaron Hochenboim (2004) - Itzik Baruch (2004) - Itzik Ovadia (2004 - 2005) - Rafi Buskila (2005) - Nissim Cohen (2005) - Yuval Naim (2005 - 2010) - Shlomi Dora (2010) - Tzvika Tzemah (2010 - 2011) - Itzik Baruch (2011) - Yaron Hochenboim (2011) - Freddy David (2011 - 2012) - Eli Cohen (2012 - 2013) - Arik Gilrovich (2013) - Guy Levy (2013 - 2014) - Tamir Ben Ami (2014) - Dani Golan (2014 - 2016) - Patricio Sayegh (2016) - Lior Zada (2016 - 2017) - Arik Benado (2017) - Itzik Baruch (2017 - 2018) - Dani Golan (2018) - Nir Berkovic (2018 - 2019) - Ofer Taselpapa |

## Logos du club

Logo n°1
Logo actuel